# Mallika Sherawat
Mallika Sherawat (Moth, 24 oktober 1976) is een Indiaas actrice die voornamelijk in Hindi films speelt.

## Biografie
Sherawat, geboren als Reema Lamba komt uit een klein dorpje in Haryana, waar ze een carrière als acteur niet accepteerden, haar moeder bleef haar wel altijd steunen, ze nam haar achternaam over en koos als voornaam Mallika vanwege de betekenis (keizerin).
Mallika begon haar carrière met reclamespotjes (met onder andere Amitabh Bachchan en Shah Rukh Khan), videoclips en een klein rolletje in de film Jeena Sirf Merre Liye. Haar debuut in de hoofdrol maakte ze met Khwahish (2003), haar derde film Murder (2004) werd de grootste hit van het jaar.

## Filmografie

### Films
| Jaar | Film                                | Rol                             | Opmerking                              |
| ---- | ----------------------------------- | ------------------------------- | -------------------------------------- |
| 2002 | Jeena Sirf Merre Liye               | Seema                           | gastoptreden (nog als Reema Lamba)     |
| 2003 | Khwahish                            | Lekha Khorzuvekar               |                                        |
| 2004 | Kis Kis Ki Kismat                   | Meena Madhok                    |                                        |
| 2004 | Murder                              | Simran Saigal                   |                                        |
| 2005 | Bachke Rehna Re Baba                | Padmini a.k.a. Paddu/Alka/Meera |                                        |
| 2005 | The Myth                            | Samantha                        | Chinese film                           |
| 2006 | Pyaar Ke Side Effects               | Trisha Mallick                  |                                        |
| 2006 | Shaadi Se Pehle                     | Sania                           |                                        |
| 2006 | Darna Zaroori Hai                   | Riya                            |                                        |
| 2007 | Guru                                | Champa                          | nummer "Mayya"                         |
| 2007 | Aap Ka Suroor - The Real Love Story | Ruby James                      |                                        |
| 2007 | Ee Preethi Yeke Bhoomi Melide       |                                 | Kannada film, nummer, "Gauri Aunty"    |
| 2007 | Welcome                             | Ishika                          |                                        |
| 2008 | Dasavathaaram                       | Jasmine                         | Tamil film                             |
| 2008 | Ugly Aur Pagli                      | Kuhumini                        |                                        |
| 2008 | Maan Gaye Mughal-e-Azam             | Shabnam                         |                                        |
| 2010 | Hisss                               | Naagin                          |                                        |
| 2011 | Thank You                           |                                 | nummer "Razia gundo main phas gaye"    |
| 2011 | Bin Bulaye Baraati                  |                                 | nummer "Shalu ke thumke"               |
| 2011 | Double Dhamaal                      | Kamini Nayak                    |                                        |
| 2011 | Politics of Love                    | Aretha Gupta                    | Engelse film                           |
| 2011 | Osthi                               |                                 | Tamil film, nummer "Kalasala kalasala" |
| 2012 | Tezz                                |                                 | nummer "Laila"                         |
| 2012 | Kismat Love Paisa Dilli             | Lovina                          |                                        |
| 2015 | Dirty Politics                      | Anokhi Devi                     |                                        |
| 2016 | Time Raiders                        | Slangen keizerin                | Chinese film                           |
| 2017 | Zeenat                              | Ananta                          |                                        |
| 2022 | RK/RKAY                             | Gulabo/Neha                     |                                        |
| 2024 | Pambattam                           | Mangamma Devi                   | Tamil film                             |
| 2024 | Vicky Vidya Ka Woh Wala Video       | Chanda Rani                     |                                        |

### Webseries
| Jaar | Serie              | Rol     | Platform  |
| ---- | ------------------ | ------- | --------- |
| 2019 | Booo Sabki Phategi | Hassena | ALTBalaji |
| 2021 | Nakaab             |         | MX Player |